# Agus Salim
Agus Salim (ur. 1884, zm. 1954) – indonezyjski dziennikarz i dyplomata; w latach 1947–1949 minister spraw zagranicznych Indonezji.